# 亞歷山大·涅夫斯基主教座堂 (新西伯利亞)
亞歷山大涅夫斯基主教座堂（俄语：Собор во имя Александра Невского）是俄羅斯新西伯利亞的一座東正教主教座堂。屬新拜占庭建築。是新西伯利亞最早的石砌建築物之一。
1899年12月29日啟用。1915年升為大教堂。1937年關閉，1989年重開。